# Patryk Taraszkowski
Patryk Taraszkowski (ur. 7 października 1985) – polski piłkarz, futsalista, piłkarz plażowy występujący w Silesia Beach Soccer, reprezentant w piłce nożnej plażowej. Uczestnik Euro Winners Cup w 2014 oraz 2017 roku.